# Hilchenbach
Hilchenbach è una città di 14 583 abitanti  della Renania Settentrionale-Vestfalia, in Germania.
Appartiene al distretto governativo (Regierungsbezirk) di Arnsberg ed al circondario (Kreis) di Siegen-Wittgenstein (targa SI).